# Sphaerocoma
Sphaerocoma es un género de plantas con flores con dos especies  perteneciente a la familia de las cariofiláceas.

## Descripción
Son pequeños subarbustos de color gris ceniza. Hojas fasciculadas, sésiles, de base pulvinadas, lineal para cilíndricas, carnosas, estipuladas, glabras. Inflorescencia axilar o terminal, cimosa. Flores sésiles, periginos; bracteados, brácteas sepalóides, más cortas que las flores. 5 sépalos, libres, desiguales, ovadas a ovado-oblongas, coriáceas, fimbriado margen membranoso, ápice agudo a mucronado, recurvado. Pétalos 5, libres, oblonga, membranosa, de color blanquecino, más cortos que los sépalos. Estambres 5, libres, frente a los sépalos y pétalos fusionados lateralmente al borde del receptáculo; anteras ovadas-oblongas. Carpelos 2, sincárpicos. Fruto membranoso indehiscente en un utrículo. Semillas ovales, comprimidas; con embrión curvo.

## Taxonomía
El género fue descrito por Marcus Eugene Jones y publicado en Journal of the Proceedings of the Linnean Society 5: 16. 1861. La especie tipo es: Sphaerocoma hookeri T.Anderson

## Especies
- Sphaerocoma aucheri Boiss.
- Sphaerocoma hookeri T.Anderson